# سیتا ایر
سیتا ایر (به انگلیسی: Sita Air) یک شرکت هواپیمایی با کد یاتا ST است که در ۲۰۰۳ میلادی تأسیس شده‌است. دفتر مرکزی سیتا ایر در کاتماندو، نپال واقع شده‌است و قطب این شرکت هواپیمایی در فرودگاه بین‌المللی تریبهوان قرار دارد.